# Списък на палестински оръжия
Палестинската автономия разработва широка гама от леки въоръжения след началото на Интифадата ал-Акса. Производството е съсредоточено върху малки неуправляеми ракети, РПГ-та, миномети и автомати.

## Ракети

### Залпови установки
- Ал-Кудс-3 (Хамас и Ислямски джихад)

#### Ракети с малък обсег
- Касам (Хамас)
- Ал-Кудс (Ислямски джихад)
- Ал-Насър 3 (комитети за съпротива)
- Сария-2 (Танзим)
- Кафах (Фатах)
- Дженин-1 (Фатах)
- Арафат (Бригади на мъчениците от Ал-Акса)
- Акса-3 (Бригади на мъчениците от Ал-Акса)

#### Противотанкови ракети
- Ясин (Хамас)
- Ал-Бана (Хамас)
- Ал-Батар (Хамас)

#### Миномети
- 240-мм миномет Сария-1 (Фатах, Фронт за освобождение на Палестина)
- 120, 81, 60 и 57-мм миномети